# Осмар Даніель Феррейра
Осма́р Даніе́ль Ферре́йра (ісп. Osmar Daniel Ferreyra, *9 січня 1983, Басавільбасо) — аргентинський футболіст, півзахисник «Атлетіко Рафаела». Грає на позиції крайнього півзахисника.

## Біографія
Почав займатися футболом у своєму рідному містечку Басавільбасо у віці 7 років. 1994 року його команда футбольної школи «Хімнасія Есгріма» проводила товариський матч зі своїми 11-річними однолітками зі збірної країни, і Осмар був помічений скаутами знаменитого «Рівер Плейта», в школі якого і продовжив свою футбольну освіту. Там же, в «Рівер Плейті», 2003 року почав свою професійну кар'єру і допоміг команді виграти національний чемпіонат.
В січні 2004 року опинився в складі московського ЦСКА, разом з яким став володарем Кубку УЄФА 2005 року, чемпіоном Росії 2005 року та переможцем Кубку Росії з футболу 2005 року. Влітку того ж року на правах оренди перейшов в нідерландський ПСВ Ейндговен, але на поле виходив вкрай рідко — всього тричі до кінця року, два з них у Лізі чемпіонів.
В січні 2006 року повернувся на батьківщину, уклавши контракт з «Сан-Лоренсо», якому допоміг стати чемпіоном Аргентини у наступному році.
На своє 25-річчя, 9 січня 2008 року, було оголошено про перехід аргентинця в дніпропетровське «Дніпро» . У складі «Дніпра» дебютував 9 березня 2008 року у грі проти охтирського «Нафтовика-Укрнафта» (нічия 1:1). Не зважаючи на атакуючу позицію на полі та постійну націленість гравця на ворота суперника, довгий час не міг відкрити рахунок забитим голам у чемпіонатах України. Вперше відзначився забитим голом у своїй 32-й грі в чемпіонатах України — 6 грудня 2009 року реалізував пенальті у матчі проти донецького «Металурга», після чого ще тричі відзначався забитими голами у наступних 14 зустрічах того ж сезону. До літа 2011 року він зіграв 62 матчі в українській Прем'єр-лізі, в яких забив 5 голів.
В липні 2011 року на правах вільного агента перейшов в «Індепендьєнте», де провів два сезони, після чого повернувся в рідний «Рівер Плейт», з яким став чемпіоном Аргентини, а також виграв Південноамериканський кубок, проте не зіграв в жодному матчі на тому турнірі.
Не маючи достатньої ігрової практики в команді Марсело Гальярдо, Феррейра за обопільною згодою розірвав свій контракт і 24 березня 2015 року став гравцем «Атлетіко Рафаела».

### Збірна
2003 року у складі збірної Аргентини до 20 років зайняв четверте місце на молодіжному чемпіонаті світу з футболу в ОАЕ, на якому зіграв у всіх семи матчах та забив два голи. Того ж року став переможцем Панамериканських ігор у складі збірної до 20 років.

## Досягнення
- Чемпіон Аргентини: 2003 (Клаусура), 2007 (Клаусура), 2014 (Фіналь), 2014 (Сезон)
- Чемпіон Росії: 2005
- Володар Кубка Росії: 2004/05
- Володар Кубка УЄФА: 2004/2005
- Володар Південноамериканського кубка (1): 2014
- Переможець Рекопи Південної Америки: 2015
- Переможець Панамериканських ігор: 2003